# Surcamps Churchyard
Surcamps Churchyard is een begraafplaats gelegen in de Franse plaats Surcamps (Somme). De militaire graven worden onderhouden door de Commonwealth War Graves Commission.
De begraafplaats telt 1 geïdentificeerd Gemenebest graf uit de Tweede Wereldoorlog.